# Consortium (vennootschappen)
In het Belgisch vennootschapsrecht is er sprake van een consortium wanneer verschillende vennootschappen naar Belgisch of buitenlands recht onder centrale leiding staan.
Een groep van vennootschappen wordt enerzijds onweerlegbaar vermoed onder centrale leiding te staan wanneer hun bestuursorganen hoofdzakelijk bestaan uit dezelfde personen. Anderzijds wordt ze weerlegbaar vermoed onder centrale leiding te staan wanneer de meerderheid van de aandelen (d.i. 50% + 1) gehouden worden door dezelfde personen.
Wanneer verbonden vennootschappen een consortium vormen, is er in hoofde van elk lid van het consortium een consolidatieplicht wat betreft de jaarrekening.